# FAST протокол
FAST протокол (аббр. от англ. FIX Adapted for STreaming) — бинарный вариант протокола FIX, адаптированный для поточной передачи по сети. Разработан FIX Protocol Ltd. Используется для передачи большого количества рыночных данных в торговых системах. Позволяет в более компактном виде передавать большие объёмы информации о рыночных сделках и применяется в высокоскоростных торговых системах, требующих низких задержек передачи.

## История
- 2004 год — сформирована рабочая группа по оптимизации рыночных данных «mdowg»
- 2005 год — представлен проект протокола (Proof of Concept, POC)
- 2006 год — опубликован стандарт FAST 1.0
- 2007 год — опубликован стандарт FAST 1.1
- 2009 год — опубликован стандарт FAST 1.2

## Текущая версия FAST
Утвержденный стандарт использует версию 1.2, которая поддерживается множеством бирж и брокеров. Доступны реализации протокола с открытым исходным кодом.

## Биржи, поддерживающие FAST протокол
- NYSE Archipelago
- CME Group (CME)
- International Securities Exchange (ISE)
- Eurex
- BATS
- Московская Биржа (MOEX)
- Санкт-Петербургская биржа
- Шанхайская фондовая биржа (Китай)

## Открытые реализации протокола
Доступен исходный код нескольких реализаций протокола FAST из состава проектов:
| Проект                        | Язык программирования | Ссылка                                       | Лицензия               | Примечания                              |
| ----------------------------- | --------------------- | -------------------------------------------- | ---------------------- | --------------------------------------- |
| Референсная реализация от FPL | Си                    | www.fixprotocol.org/fastdownload             | W3C Software License.  | Неполная реализация                     |
| Референсная реализация от FPL | C#                    | www.fixprotocol.org/fastdownload             | W3C Software License.  | Неполная реализация                     |
| OpenFAST                      | Java                  | www.openfast.org                             | Mozilla Public License | Включает SCP 1.1                        |
| OpenFAST.NET                  | C#                    | www.sourceforge.net/projects/openfastdotnet/ | Mozilla Public License | Включает SCP 1.1                        |
| QuickFAST                     | C++                   | www.quickfast.org                            | Лицензия BSD           | Включает интерфейсы для языка C# (.NET) |
| goFAST                        | Golang                | www.github.com/co11ter/goFAST                | Apache License 2.0     | Неполная реализация                     |